# Borno (estado)
Borno ou Bornu é um estado do nordeste da Nigéria. Sua capital é Maiduguri. O estado foi formado em 1976 a partir do antigo Nordeste da Nigéria (estado). Até 1991, continha o que é agora o estado de Yobe.

## Função dos emires
O Estado é dominado pelos canúris, e é um exemplo da resistência das instituições políticas tradicionais em algumas áreas da África. Lá, os maís (reis) do Império de Canem e depois Bornu desempenharam papel por quase mil anos. A atual dinastia assumiu o poder no início do século XIX e foi apoiada pelos britânicos, que impediram uma derrota militar do grupo e estabeleceram uma nova capital para a dinastia de Maiduguri (como referido pelos nativos) em 1905 que continua a ser a capital até os dias atuais.
Depois da independência da Nigéria em 1960, Borno manteve-se relativamente autónomo, até a ampliação do número de estados na Nigéria para 12 em 1967. Uma reforma em 1976 reduziu ainda mais o tamanho do poder que os emires da antiga dinastia tinham e, até ao momento do retorno da Nigéria ao governo civil em 1979, a jurisdição do emir havia sido restringida apenas aos assuntos culturais e tradicionais. Hoje, os emires ainda existem, e servem como conselheiros do governo local.

## Áreas de governo local
O estado de Borno é dividido em 27 áreas de governo local:
| - Abadam - Askira/Uba - Bama - Bayo - Biu - Chibok - Damboa - Dikwa - Gubio | - Guzamala - Gwoza - Hawul - Jere - Kaga - Kala/Balge - Konduga - Kukawa - Kwaya-Kusar | - Mafa - Magumeri - Maiduguri - Marte - Mobbar - Monguno - Ngala - Nganzai - Shani |